# Pjotr Wassiljewitsch Ignatenko
Pjotr Wassiljewitsch Ignatenko (russisch Пётр Васильевич Игнатенко, englische Transkription Petr Ignatenko; * 27. September 1987 in Omsk) ist ein ehemaliger russischer Radrennfahrer.

## Sportlicher Werdegang
Pjotr Ignatenko wurde 2008 Zweiter in der Gesamtwertung beim russischen Etappenrennen Way to Pekin. 2009 fuhr er für das Katusha Continental Team, für welches er unter anderem Zehnter beim Grand Prix of Donetsk wurde. Er wechselte 2010 zur Mannschaft Itera-Katusha. In seinem ersten Jahr dort wurde er Zehnter beim Memorial Oleg Dyachenko und er gewann eine Etappe sowie die Gesamtwertung beim Giro della Valle d’Aosta.
Zur Saison 2015 schloss sich Ignatenko RusVelo an. Im Zuge einer am 8. April 2015 durchgeführten Trainingskontrolle wurde Ignatenko positiv auf Wachstumshormone (HGH) getestet und mit sofortiger Wirkung vom Team entlassen. Nach Ablauf seiner Sperre kehrte Ignatenko nicht mehr in den Radrennsport zurück.

## Erfolge
2010
- Gesamtwertung und eine Etappe Giro della Valle d’Aosta
- eine Etappe Bulgarien-Rundfahrt

2013
- Mannschaftszeitfahren Settimana Internazionale